# Campionatul Mondial de Scrimă pentru juniori din 2016
Campionatul Mondial de Scrimă pentru juniori din 2016 s-a desfășurat în perioada 5–10 aprilie la Palatul Sporturilor din Prado de la Bourges, Franța.

## Rezultate

### Masculin
| Event             | Aur                                                                      | Argint                                                                          | Bronz                                                         |
| Spadă             | Georghi Bruev (RUS)                                                      | Valerio Cuomo (ITA)                                                             | Zsombor Bányai (HUN) · Gergely Siklósi (HUN)                  |
| Floretă           | Takahiro Shikine (JPN)                                                   | Andrei Matveev (RUS)                                                            | Kyosuke Matsuyama (JPN) · Guillaume Bianchi (ITA)             |
| Sabie             | Charles Colleau (FRA)                                                    | Anatoli Kostenko (RUS)                                                          | Kunihiko Fitzgerald (JPN) · Andrei Gladkov (RUS)              |
| Spadă pe echipe   | Italia Valerio Cuomo Federico Vismara Davide Canzoneri Gabriele Risicato | Ungaria Zsombor Bányai Gergely Siklósi Bakos Bálint Patrik Esztergályos         | China Minghao Lan Zhaohao Chen Zijie Wang                     |
| Floretă pe echipe | Japonia Kenta Suzumura Kyosuke Matsuyama Takahiro Shikine Toshiya Saito  | Italia Francesco Ingargiola Guillaume Bianchi Alessandro Gridelli Tommaso Ciuti | Marea Britanie Rajan Rai Jai Birch Alexander Lloyd Harry Bird |
| Sabie pe echipe   | Rusia Anatoli Kostenko Vasili Șirșov Andrei Gladkov Konstantin Lohanov   | Italia Dario Cavaliere Federico Riccardi Eugenio Castello Leonardo Dreossi      | China Jianhao Liang Lulu Huang Yang Lu                        |

### Feminin
| Probă             | Aur                                                                         | Argint                                                                   | Bronz                                                                              |
| Spadă             | Alice Clerici (ITA)                                                         | Xiang Yixuan (CHN)                                                       | Jeon Hee-ju (KOR) · Irina Ohnitkova (RUS)                                          |
| Floretă           | Sabrina Massialas (USA)                                                     | Enrica Cipressa (ITA)                                                    | Martyna Długosz (POL) · Fu Yiting (CHN)                                            |
| Sabie             | Caroline Quéroli (FRA)                                                      | Manon Brunet (FRA)                                                       | Lucia Lucarini (ITA) · Svetlana Șeveleva (RUS)                                     |
| Spadă pe echipe   | Franța Mariem Ngom Diane Von Kerssenbrock Alexandra Louis-Marie Océane Tahé | Rusia Alena Komarova Irina Ohotnikova Daria Filina Maria Obrazțova       | Statele Unite Amanda Sirico Giana Vierheller Catherine Nixon Barbara Vanbenthuysen |
| Floretă pe echipe | Polonia Julia Walczyk Anna Szymczak Marika Chrzanowska Martyna Długosz      | Statele Unite Iman Blow Sabrina Massialas Morgan Partridge Sylvie Binder | Italia Elisabetta Bianchin Erica Cipressa Camilla Rivano Serena Rossini            |
| Sabie pe echipe   | Rusia Olga Nikitina Svetlana Șeveleva Anna Bașta Sofia Pozdniakova          | China Yaqi Shao Yiqi Guo Hengyu Yang                                     | Statele Unite Martha Merriam Elizabeth Tartakovsky Kara Linder Sage Palmedo        |

## Clasament pe medalii
| Loc   | Țară           | Aur | Argint | Bronz | Total |
| ----- | -------------- | --- | ------ | ----- | ----- |
| 1     | Rusia          | 3   | 3      | 3     | 9     |
| 2     | Franța         | 3   | 1      | 0     | 4     |
| 3     | Italia         | 2   | 4      | 3     | 8     |
| 4     | Japonia        | 2   | 0      | 2     | 4     |
| 5     | Statele Unite  | 1   | 1      | 2     | 4     |
| 6     | Polonia        | 1   | 0      | 1     | 2     |
| 7     | China          | 0   | 2      | 3     | 5     |
| 8     | Ungaria        | 0   | 1      | 2     | 3     |
| 9     | Coreea de Sud  | 0   | 0      | 1     | 1     |
| 9     | Marea Britanie | 0   | 0      | 1     | 1     |
| Total | Total          | 12  | 12     | 18    | 42    |